# The Eye Creatures
The Eye Creatures, conosciuto anche come Attack of the Eye Creatures o Attack of the The Eye Creatures, è un film per la televisione di fantascienza statunitense  del 1965 diretto da Larry Buchanan. Ispirato al racconto The Cosmic Frame di Paul W. Fairman (non accreditato), è il remake a colori di Invasori dall'altro mondo (Invasion of the Saucer Men, 1957).

## Trama
Un filmato top-secret di produzione militare mostra un disco volante (simile a uno yo-yo con una cupola) sospeso nell'aria mentre il narratore (Peter Graves, non accreditato) descrive come il progetto militare statunitense denominato Project Visitor lo stia monitorando, anticipando uno sbarco negli Stati Uniti centrali. Adeguatamente informato, il tenente Robertson riporta le informazioni ai suoi subordinati all'interno della base in cui fa servizio. Egli inoltre rimprovera i suoi subordinati per la loro abitudine di usare le loro apparecchiature di monitoraggio per spiare i ragazzi in un locale all'esterno, il Lovers' Point (sebbene egli stesso partecipi saltuariamente a tale attività). 
Uno dei ragazzi vede un misterioso oggetto atterrare nei pressi del locale e discute della cosa con i suoi amici, tra cui vi è Stan Kenyon. In seguito Stan e la sua fidanzata Susan Rogers accidentalmente investono con l'auto una delle creature e fuggono per denunciare l'episodio alla polizia. 
Nel frattempo, un vagabondo si imbatte nella creatura morta e decide di mostrarla agli altri. Quando ritorna in quel punto, sul posto sono arrivati altri alieni che gli provocano un attacco di cuore e lo fanno morire. Le indagini della polizia arrivano alla conclusione secondo cui Stan ha prima investito il vagabondo e poi è fuggito senza prestare soccorso. Stan viene allora arrestato.
Dopo aver sentito la conversazione sugli UFO dei ragazzi nel locale, il tenente Robertson riferisce la cosa al suo comandante che appare scettico e che autorizza con riluttanza un cordone di guardia intorno all'area dove è atterrato il disco volante. Alla fine i militari fanno saltare in aria l'astronave e si congratulano fra loro senza rendersi conto che le creature avevano già lasciato il velivolo e che girovagavano nei boschi circostanti.
Dopo essere sfuggiti alla polizia, Stan e Susan si incontrano con un amico del vagabondo morto, Mike Lawrence. I tre cercano quindi di ottenere delle prove per dimostrare il reale pericolo per la comunità. Mike viene accerchiato dalle creature, mentre Stan e Susan riescono a fuggire solo dopo aver accidentalmente scoperto che gli alieni esplodono se esposti a luce intensa. Dopo che l'autopsia ha dimostrato che il vagabondo era morto per un attacco di cuore e che Stan non lo aveva ucciso, alla stazione di polizia non vogliono più avere niente a che fare con Stan e lo cacciano. I ragazzi poi raccolgono i loro amici e insieme arrivano in auto alla radura dove avevano lasciato Mike. Circondandolo con le loro auto, usano i fari per far evaporare le creature che minacciano Mike che riesce a salvarsi mentre Stan e Susan riprendono poi la loro fuga.

## Produzione
Il film fu prodotto dalla Azalea Pictures per la American International Pictures (AIP) e girato a Dallas, Texas. Fu diretto dal regista e produttore di B-movie Larry Buchanan. La sceneggiatura fu sviluppata dagli sceneggiatori, non accreditati, Robert J. Gurney Jr. e Al Martin ed è basata sul racconto The Cosmic Frame di Paul W. Fairman (anch'egli non accreditato). Si tratta di un remake a colori di Invasori dall'altro mondo (Invasion of the Saucer Me, 1957), pellicola in bianco e nero distribuita nel decennio precedente dalla stessa American International Pictures. The Eye Creatures faceva parte di un pacchetto di produzioni affidate all'Azalea Productions di Buchanan che aveva lo scopo di redistribuire remake a colori di film in bianco e nero per la trasmissione in syndication sulle reti televisive da parte della sussidiaria American International Television. L'unica differenza nella sceneggiatura con Invasion of the Saucer Me è l'aggiunta, da parte di Buchanan, di due personaggi, due militari effeminati che sono soliti spiare i ragazzi con le apparecchiature della base.
I costumi degli alieni, opera di Jack Bennett, esperto di effetti speciali allora agli albori della carriera, hanno presentato parecchi problemi al regista. Non c'erano abbastanza costumi per tutti gli attori che interpretavano gli alieni durante le scene di massa, per cui in alcune scene alcuni di essi indossano solo il casco in testa e un costume attillato nero. Il disco visibile all'inizio del film è identico a quello del successivo Zontar: The Thing from Venus; del resto la casa di produzione è la stessa. 

## Distribuzione
Secondo una pratica frequente per i B-movie che comportava il cambio del titolo nelle successive riedizioni di un film, fu innestato un "Attack of the" sopra il titolo originale nella schermata iniziale. L'editor non aveva notato che l'originale aveva già incluso un "The" e la svista produsse il titolo Attack of the The Eye Creatures in una successiva riedizione. La pellicola è entrata nel pubblico dominio negli Stati Uniti.